# Carlos Mejía Godoy
 (septembre 2014).
Si vous disposez d'ouvrages ou d'articles de référence ou si vous connaissez des sites web de qualité traitant du thème abordé ici, merci de compléter l'article en donnant les références utiles à sa vérifiabilité et en les liant à la section « Notes et références ».
Carlos Arturo Mejía Godoy né le 27 juin 1943 à Somoto (département de Madriz) est un musicien, compositeur et interprète nicaraguayen. Un des plus importants représentants de la Nueva canción de Nicaragua (Nouvelle chanson nicaraguayenne), son œuvre est très orientée vers les problèmes sociaux, et constituent une part importante de la musique nicaraguayenne.

## Biographie
Fils de Carlos Mejía Fajardo, musicien populaire et fabricant de marimbas et de María Elsa Godoy, maitresse d'école et boulangère. Son frère Luis Enrique Mejía Godoy, plus jeune que lui de deux ans, est également un musicien et chanteur.
Dans les années 1960, il se fait connaitre avec la chanson Alforja Campesina interprétée par le groupe Los Madrigales. Il écrit de nombreuses chansons qui montrent sa sympathie pour le mouvement révolutionnaire FSLN et sa participation au mouvement étudiant de son université. Il compose à cette époque des chansons telles que Desde Siuna con Amor, Muchacha del F.S.L.N. ou La Tumba del Guerrillero. Avec le groupe Los Bisturices Armónicos, il étudie le folklore de son pays en collectant et interprétant des chansons traditionnelles.
À la fin des années 1960, il compose Chinto jiñocuago et crée le personnage de Corporito pour une radio. Par la suite, il écrit des chansons à caractère social telles que Terencio Acahualinca, Panchito Escombros, Quincho Barrilete, Clodomiro el Ñajo, María de los guardias qui ont un grand succès au Nicaragua et à l'étranger.
Après le grave tremblement de terre de 1972, il crée le Taller de Sonido Popular avec Humberto Quintanilla, Milcíades Poveda Herrera, Enrique Duarte, Silvio Linarte (Mediopollo) et Pablo Martínez Téllez (El Guadalupano) et fait partie du groupe Gradas. Il poursuit la compilation de chansons folkloriques dans les Brigada de Salvación del Canto Nacional.
Avec le groupe Los de Palacagüina, il devient un ambassadeur de la révolution et de la chanson nicaraguayennes et obtient trois disques d'or[réf. nécessaire]. Il participe au festival de l'OTI [Quoi ?] à Madrid en 1977 et entretient également des relations avec le Frente Sandinista de Liberación Nacional.
Durant le gouvernement sandiniste, il développe une importante activité culturelle. Il crée des chansons pour la croisade nationale d'alphabétisation, ainsi que Canto épico al FSLN, Monimbó, María de los guardias, El Cristo de Palacagüina, Nicaragua Nicaragüita, La Viejita de Mozambique, Panchito Escombros, La Tula Cuecho ou Leona de Tiempo Completo.
En 1992, il présente son œuvre Los Cantos de Cifar, inspirée des poèmes de Pablo Antonio Cuadra et, en 1993, crée avec ses frères Luis Enrique et Chico, ainsi que des amis le premier café-concert du Nicaragua La Buena Nota devenu par la suite un important centre de la chanson nicaraguayenne[réf. nécessaire]. Il y travaille jusqu'en 1998.
En 1997, les frères Mejía Godoy créent la Fundación Mejía Godoy pour le développement culturel et réalisent de nombreuses actions culturelles (concerts, enregistrements, programmes de lutte contre la drogue ou contre le SIDA).
En 2006, Carlos Mejía Godoy se présente pour le Movimiento Renovador Sandinista comme candidat à la vice-présidence du Nicaragua, avec le candidat à la présidence Edmundo Jarquín.

## Note
- (es) Cet article est partiellement ou en totalité issu de l’article de Wikipédia en espagnol intitulé « Carlos Mejía Godoy » (voir la liste des auteurs).